# خیرآباد (درمیان)
خیرآباد روستایی در دهستان گزیک بخش گزیک شهرستان درمیان استان خراسان جنوبی ایران است. بر پایه سرشماری عمومی نفوس و مسکن در سال ۱۳۹۰ جمعیت این روستا ۷۰۶ نفر (در ۱۶۵ خانوار) بوده است.
قوم این روستا قوم نهتانی بوده و گفته میشود در زمان حمله هوتکیان به ایران برخی از بلوچ ها از بلوچستان به این نواحی و نواحی خراسان رضوی ، گلستان مهاجرت کردند.